# Blasa Jiménez Chaparro
Blasa Jiménez Chaparro (Alhambra, Ciudad Real, 4 de marzo de 1889 – Amorebieta, Vizcaya, finales de 1940), más conocida como Blasa La Letrada, fue una activista política, alcaldesa republicana y presa política durante el franquismo.

## Biografía
Pionera en la política española del entorno rural, Jiménez tuvo un gran compromiso social. Su sobrenombre, “la letrada” o “la letrá” surgió porque era de las pocas mujeres rurales que por aquella época sabía leer y escribir. También ayudaba a sus vecinos a aprender a leer y escribir.

### Trayectoria política
Próxima al marxismo, antes de la guerra civil, Jiménez formó parte de la Casa del Pueblo de Alhambra. Fue interventora del PSOE durante las elecciones de 1936.
Fue la máxima dirigente del Partido Comunista de España en su pueblo en 1938 y uno de sus miembros con más actividad al ejercer como Secretaria de la Radio Comunista de Alhambra.
El 21 de marzo de 1938, Jiménez fue nombrada consejera de la Corporación Municipal de Alhambra por la primera mujer gobernadora civil de España, Julia Álvarez Resano, quien fue gobernadora civil de la provincia de Ciudad Real.
El 22 de abril de 1938 fue nombrada consejera de propaganda del Ayuntamiento de Alhambra. También fue concejala, depositaria de los fondos municipales y representante del Comité Local del Socorro Rojo Internacional durante la etapa de la guerra civil española.
Jiménez Chaparro fue nombrada alcaldesa de su pueblo, Alhambra, el 3 de junio de 1938, convirtiéndose así en la primera alcaldesa rural de Ciudad Real (Castilla-La Mancha). Dimitió del cargo a finales de agosto del mismo año.
En marzo de 1939, como rechazo a la sublevación organizada contra la Junta de Defensa de Madrid, Jiménez Chaparro presentó su dimisión del Partido Comunista.

## Encarcelamiento, juicio y muerte
Pocos días después de que finalizara la Guerra Civil, Jiménez Chaparro fue detenida por las autoridades franquistas de su pueblo. Fue llevada a la prisión de Villanueva de los Infantes (Ciudad Real) donde, durante el verano de 1939, fue sometida a un juicio de urgencia.
Las autoridades franquistas locales y el Servicio de Información de Falange Española de Alhambra realizaron múltiples acusaciones contra ella, la mayoría basadas en su activismo y militancia política. Fue juzgada por el juez militar Conrado Pérez-Pedrera Palau, quien la acusó del delito de “Adhesión a la Rebelión Militar”.
Durante el juicio fue acusada de ser uno de los miembros más destacados del Partido Comunista de Alhambra. Además, también fue acusada de motivar el asesinato del jefe local de Falange, junto a su marido e hijo. También se vertieron sobre ella una serie de acusaciones que la presentaban como alentadora de las masas para incendiar imágenes religiosas y saquear algunas viviendas de su pueblo.
Hubo testimonios que indicaban lo contrario, incluso algunos de personas del bando franquista, que afirmaban que Jiménez Chaparro “no cometió ningún atropello contra gente de derechas” durante su etapa como alcaldesa de la localidad. Julia Rodero, Secretaria de la Sección Femenina de FET y de las JONS de Alhambra, e Isabel Arias, delegada de Auxilio Social de la localidad, afirmaron durante el juicio que “[...] Blasa impidió a toda costa [...] que realizáramos trabajos rudos de siega y arranque. [...] Siempre que recurrimos a ella tuvo con nosotras toda clase de consideraciones”.
En un primer momento, Jiménez Chaparro fue condenada a pena de muerte por el tribunal franquista. Posteriormente, la pena fue sustituida por una condena de 30 años de cárcel. Fue trasladada a la prisión femenina de Amorebieta (Vizcaya), considerada una de las cárceles de mujeres más duras de la época dictatorial.
En la cárcel, fue sometida a múltiples torturas, como la gota china, vejaciones, mutilaciones y condiciones insalubres. Se estima que falleció a los 10 meses de su encarcelamiento, posiblemente en la propia prisión. Su cuerpo nunca fue encontrado.
Durante su encarcelamiento, ejecutaron a su marido, Andrés Orejón Peláez, y a uno de sus hijos, Severiano Orejón Jiménez. Sus otros dos hijos varones también fueron encarcelados.